# Valentino Müller
Valentino Müller (* 19. Jänner 1999 in Lustenau) ist ein österreichischer Fußballspieler.

## Karriere

### Verein
Müller begann seine Karriere beim SV Ludesch. 2013 kam er in die AKA Vorarlberg. Zur Saison 2015/16 wurde er Kooperationsspieler beim SCR Altach. Im April 2016 spielte er zunächst erstmals für die Amateurmannschaft in der Regionalliga.
Im September 2016 debütierte er schließlich für die Profis in der Bundesliga, als er am neunten Spieltag der Saison 2016/17 gegen den FC Red Bull Salzburg in Minute 87 für Nikola Dovedan eingewechselt wurde.
Zur Saison 2019/20 wechselte er zum Ligakonkurrenten LASK, bei dem er einen bis Juni 2023 laufenden Vertrag erhielt. Bei den Oberösterreichern konnte er sich allerdings nicht durchsetzen, absolvierte er in seiner ersten Spielzeit noch neun Pflichtspiele für den LASK, so kam er in der Saison 2020/21 ausschließlich für das Farmteam FC Juniors OÖ zum Einsatz. Für die Juniors kam er in zwei Spielzeiten zu insgesamt 31 Einsätzen in der 2. Liga.
Im Juli 2021 wechselte Müller daraufhin innerhalb der Bundesliga zur WSG Tirol.

### Nationalmannschaft
Müller debütierte 2014 für die österreichischen U-15-Junioren. Von September 2014 bis Mai 2015 spielte er für Österreichs U-16-Auswahl. Mit der U-17-Auswahl nahm er 2016 an der EM in Aserbaidschan teil. Im September 2016 debütierte er im U-18-Nationalteam.
Im August 2017 kam er gegen Norwegen erstmals für die U-19-Auswahl zum Einsatz. Im September 2019 debütierte er gegen Albanien für die U-21-Mannschaft.